# Grevillea pungens
Grevillea pungens är en tvåhjärtbladig växtart som beskrevs av Robert Brown. Grevillea pungens ingår i släktet Grevillea och familjen Proteaceae. Inga underarter finns listade i Catalogue of Life.